# Вікрамадітья V
Вікрамадітья V — правитель імперії Західних Чалук'їв. Був племінником Сатіяшраї.